# Canthigaster tyleri
Canthigaster tyleri е вид лъчеперка от семейство Tetraodontidae. Видът не е застрашен от изчезване.

## Разпространение и местообитание
Разпространен е в Британска индоокеанска територия, Индия, Индонезия, Кения, Кокосови острови, Коморски острови, Мавриций, Мадагаскар, Майот, Малдиви, Мозамбик, Остров Рождество, Реюнион, Сейшели и Танзания.
Среща се на дълбочина от 1 до 40 m, при температура на водата около 26,9 °C и соленост 34,3 ‰.

## Описание
На дължина достигат до 9 cm.